# Sverre Fehn
Sverre Fehn (14 tháng 8 năm 1924 – 23 tháng 2 năm 2009) là một kiến trúc sư Na Uy.

## Tiểu sử
Sverre Fehn sinh ngày 14 tháng 8 năm 1924 ở Kongsberg, Na Uy. Ông tốt nghiệp kiến trúc tại Đại học Kiến trúc Oslo năm 1949 và nhanh chóng trở thành kiến trúc sư đứng đầu của thế hệ cùng lứa.
Trong giai đoạn 1953–1954, Fehn đến Paris và làm việc cho xưởng thiết kế của kiến trúc sư Jean Prouvé, trong thời gian này Fehn cũng thường xuyên lui đến xưởng thiết kế của Le Corbusier. Năm 1958, Fehn nổi tiếng toàn thế giới với công trình gian triển lãm Na Uy tại triển lãm thế giới ở Brussels, Bỉ. Trong những năm 1960, ông còn cho ra đời hai tác phẩm nổi tiếng khác: Gian triển lãm Na Uy tại Triển lãm nghệ thuật hai năm một lần ở Venezia (Biennale di Venezia) và Bảo tàng Hedmark tại Hamar, Na Uy.
Năm 1971, Fehn được bổ nhiệm là giáo sư tại Trường Kiến trúc Oslo cho đến năm 1995. Ông cũng là giáo sư thỉnh giảng tại nhiều đại học khác như Đại học Yale, Đại học Kiến trúc London và Hiệp hội Nghệ thuật Cooper ở New York (the Cooper Union of New York).
Hiện nay, ông là thành viên danh dự của Hiệp hội Kiến trúc sư Na Uy, Hiệp hội Kiến trúc sư Mỹ (AIA), Hiệp hội Kiến trúc sư Hoàng gia Anh (RIBA) và nhiều hiệp hội kiến trúc sư các nước khác.
Ông nhận được giải thưởng Giải thưởng Vàng của Viện Hàn lâm Kiến trúc Pháp năm 1993. Năm 1997, sự nghiệp của ông lên đến đỉnh cao khi cùng nhận hai giải thưởng: giải thưởng Pritzker và giải thưởng Heinrich Tessenow.